# محمد المجحد
محمد المجحد مواليد 16 يوليو 1994 في الأحساء، السعودية، هو لاعب كرة قدم سعودي يلعب في النادي الأهلي.
لعب سابقاً في نادي الفتح و انتقل إلى النادي الأهلي في عام 2019 .

## روابط خارجية
- محمد المجحد على موقع قاعدة بيانات كرة القدم.إي يو (الإنجليزية)
- محمد المجحد على موقع Soccerway.com (الإنجليزية)
- محمد المجحد على موقع كووورة